# Decreet 770
In 1967 werd door de Roemeense dictator Nicolae Ceaușescu het decreet 770 uitgevaardigd. Het decreet richtte zich tegen algehele anticonceptie, met als doel het creëren van een nieuw en groot Roemeens volk.

## Oorsprong van het decreet
Voor 1967 was het Roemeense abortusbeleid een van de meest vrije in Europa. Doordat de minder drastische anticonceptiemiddelen slecht te verkrijgen waren, was abortus het meest gebruikte middel voor anticonceptie.
Door modernisering van de Roemeense gemeenschap, de hoge participatie van vrouwen op de arbeidsmarkt en een lage levensstandaard was het aantal geboorten sinds het einde van de jaren 50 sterk afgenomen, met een absoluut dieptepunt in 1966. De regeringsleiders zagen het in 1957 uitgevaardigde decreet dat abortus legaliseerde echter als hoofdoorzaak van deze afname.
Uit bezorgdheid voor een sterke afname van de bevolking besloot de Communistische Partij dat de Roemeense bevolking moest toenemen van 23 naar 30 miljoen inwoners. In 1967 (1966 volgens sommige bronnen) werd daartoe door Ceaușescu het decreet 770 afgekondigd. Dit decreet hield het volgende in:
- Abortus en gezinsplanning werd vrijwel illegaal verklaard, en eigenlijk alleen nog maar toegestaan bij
  - vrouwen ouder dan 45;
  - vrouwen met meer dan vier kinderen;
  - zeer sterke gezondheidsredenen;
  - zwangerschap door verkrachting of incest.
- Hiermee samenhangend werd de verkoop van anticonceptiemiddelen verboden;
- De minimum huwelijksleeftijd werd verlaagd van 18 naar 15 jaar;
- Riante volledig betaalde zwangerschapsverloven werden ingevoerd;
- Ongehuwden moesten 8 tot 10% extra inkomstenbelasting betalen, bovenop het normaal geldende tarief;
- Gezinnen met drie of meer kinderen genoten extra subsidies en een belastingkorting oplopend tot 30% van het normale bedrag;
- Het door artsen en media aanmoedigen van grote gezinnen met vier of meer kinderen;
- Vrouwen onderwerpen aan een maandelijkse zwangerschapscontrole en zwangere vrouwen hun gehele zwangerschapsperiode controleren om te voorkomen dat stiekem alsnog abortus gepleegd kon worden (zie het volgende kopje).

## Handhaving
Om de handhaving van het decreet in de gaten te houden, werden strenge controles uitgevoerd. Anticonceptiemiddelen verdwenen uit de schappen en alle vrouwen werden gedwongen om elke maand op een gynaecologische controle te komen. De ontdekte zwangerschappen werden tot aan de geboorte gevolgd. Geheime politie in ziekenhuizen hield de handelingen van artsen en verplegend personeel nauwlettend in de gaten.
Seksuele voorlichting onder de bevolking was daarentegen vrijwel nihil. Het accent lag vooral op de voordelen van het moederschap, en op de voldoening van het zijn van een heroïsche moeder, die veel en gezonde kinderen aan het vaderland schenkt.
Het directe gevolg van het decreet was een enorme geboortegolf. Tussen 1966 en 1967 nam het aantal geboortes met bijna 100% toe, en het aantal kinderen per vrouw steeg van 1,9 naar 3,7. Halsoverkop werden er duizenden kleuterscholen gebouwd, en de nieuwe generatie werd gedwongen om actief deel te nemen aan sport en culturele activiteiten. De generaties geboren in 1967 en 1968 zijn de grootste in de Roemeense geschiedenis.

## Illegale abortussen en sterfte
In de jaren zeventig begon het geboortecijfer opnieuw te dalen. De behoefte aan een kleiner gezin was gebleven, en de bevolking begon te zoeken naar methoden om het decreet te ontduiken. Rijkere vrouwen wisten illegaal anticonceptiemiddelen te bemachtigen of kochten artsen om tot het stellen van een diagnose waardoor abortus gepleegd kon worden. Met name onder de lager geschoolde en armere vrouwen kwamen meer ongewenste zwangerschappen voor. Deze armere vrouwen zochten hun toevlucht tot primitieve methoden van abortus, die tot infecties, steriliteit of zelfs hun eigen dood leidden. Het sterftecijfer onder zwangere vrouwen behaalde onder het bewind van Ceaușescu de hoogste waarde van Europa. Terwijl het sterftecijfer in de omliggende landen alleen bleef dalen, steeg het sterftecijfer in Roemenië tot meer dan het tienvoudige van zijn buurlanden.  
Ook de kindersterfte steeg. Relatief veel kinderen die in deze periode geboren werden, raakten ondervoed of waren lichamelijk ernstig gehandicapt. Veel van deze kinderen kwamen terecht in tehuizen onder erbarmelijke omstandigheden.

## Het eind van decreet 770
Juist de door Ceaușescu gecreëerde nieuwe generatie zorgde uiteindelijk voor de ondergang van zijn eigen schepper. Deze generatie creëerde in 1989 een zogenaamde ´jeugdbult´ in de Roemeense bevolkingspiramide, een relatief groot cohort jongvolwassenen. jeugdbulten worden vaak geassocieerd met instabiliteit omdat deze generatie vaak moeilijker aan werk en zelfstandige huisvesting komt (veel starters en weinig plaatsen) en ook sneller bereid is de oudere generatie te bekritiseren. Dit droeg met het einde van de Koude Oorlog en de slechte levenskwaliteit bij tot de Roemeense Revolutie.
Direct na de Roemeense Revolutie in december 1989, waarin Ceaușescu werd geëxecuteerd, werd het decreet opgeheven. Het aantal geboortes ging direct drastisch omlaag, en een sterke toename in het aantal abortussen was het gevolg.
1. ↑  (en) Romanian Pro-Natalism. Gearchiveerd op 17 april 2023.